# Donau Zentrum

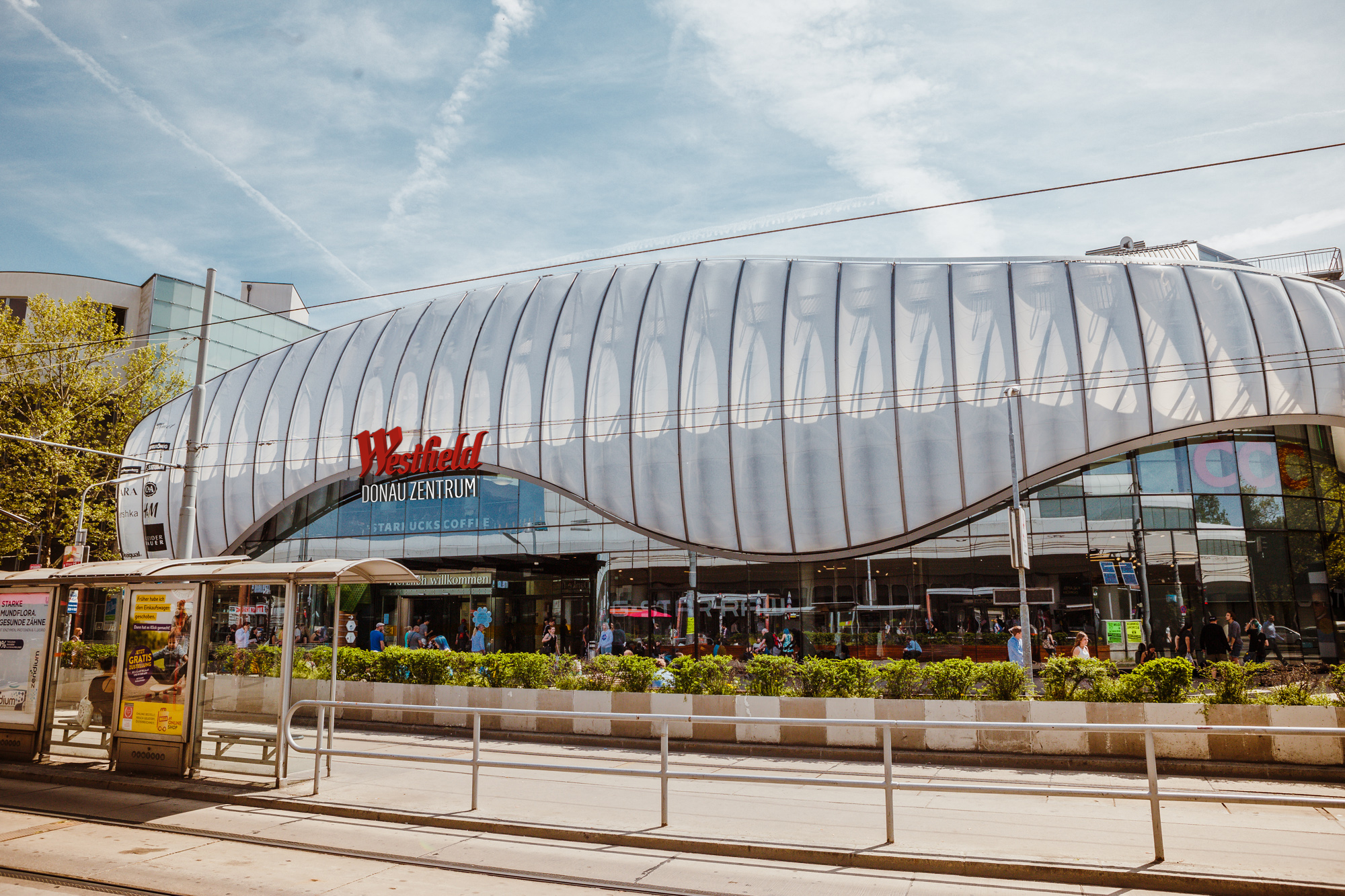
Westfield Donau Zentrum nach der Umbenennung

Das Westfield Donau Zentrum (bis 2021 Donau Zentrum; kurz DZ) ist ein Einkaufszentrum im 22. Wiener Gemeindebezirk Donaustadt. Mit dem ans Westfield Donau Zentrum angeschlossenem Gastronomiebereich the Kitchen ist es das größte Einkaufszentrum und Entertainmentcenter (Urban Entertainment Center) in Wien.

## Geschichte

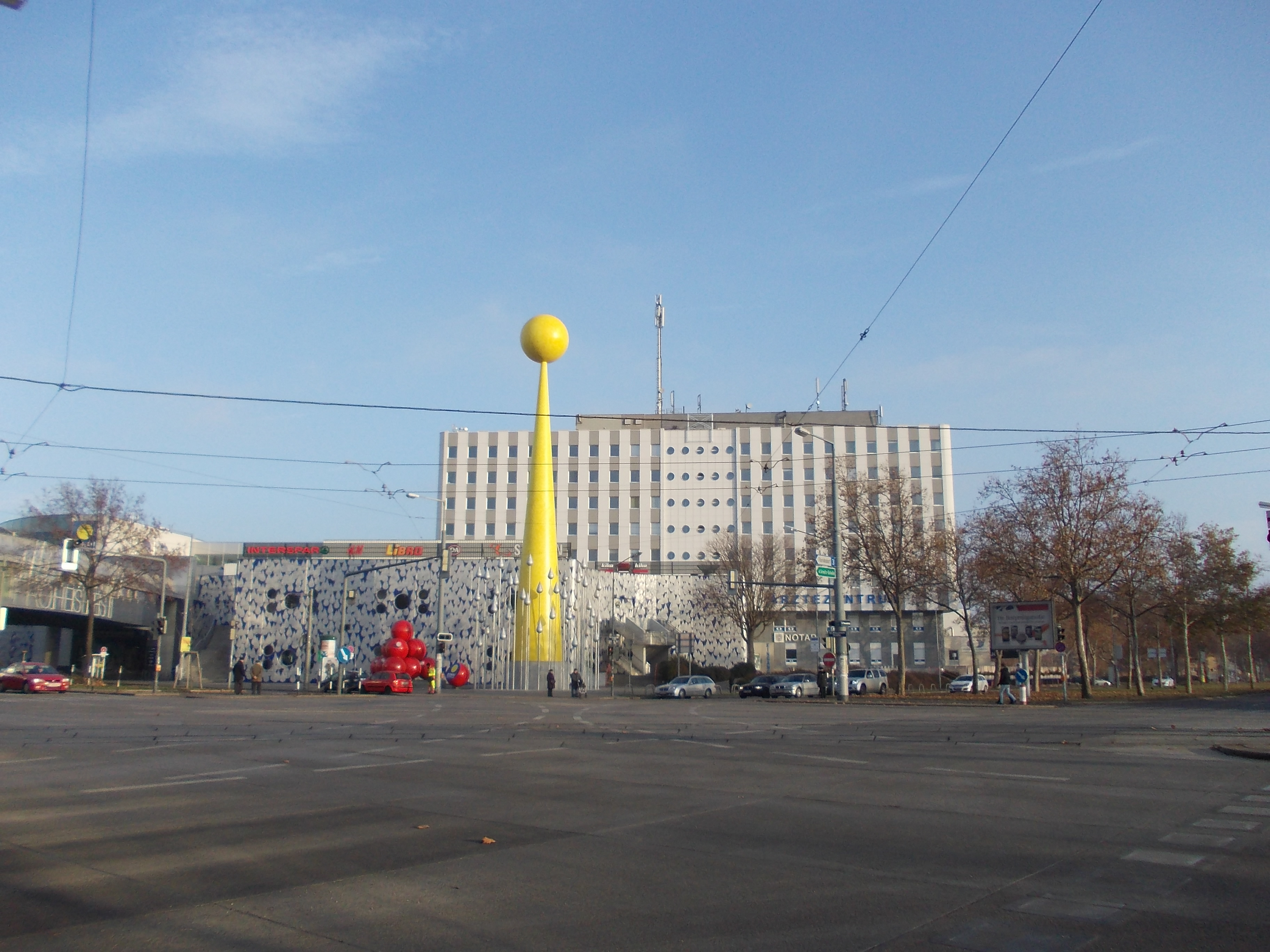
Westfield Donau Zentrum (rechts) mit Skulpturen und neu renoviertem Ärztezentrum

Das Einkaufszentrum wurde 1975 mit 22.800 m² eröffnet, die heutige Verkaufsfläche beträgt 100.750 m². Auf einer Gesamtfläche von circa 225.000 m² (DZ und the Kitchen) befinden sich über 262 Einzelhandels-, Gastronomie- und Unterhaltungsbetriebe. Das Donau Zentrum wurde seit 1975 mehrmals erweitert. Von 2009 bis Oktober 2010 wurde es erweitert bzw. umgebaut. Im Herbst 2021 änderte das Center seinen damaligen Namen „Donau Zentrum“ in Westfield Donau Zentrum. Unibail-Rodamco-Westfield (URW) kürte im September 2021 sechs Standorte in vier europäischen Märkten zu Westfield Destinationen.
Der neue, im Oktober 2010 eröffnete Bauteil beinhaltet über 60 neue Geschäfte und brachte mit 28.000 m² ein Drittel an zusätzlicher Verkaufsfläche. Die Mitte Oktober 2010 eröffnete, 38 Meter hohe Skulptur Sonnenstrahl soll die Wassertropfen-Darstellung an der Außenwand des Südteiles des Westfield Donau Zentrums ergänzen. Die Front des Westfield Donau Zentrums gegenüber der U-Bahn-Station Kagran wurde mit LED-Planen verkleidet, wodurch der gesamte Kopfteil seine Farbe wechseln kann.
Unibail-Rodamco-Westfield investierte rund 105 Millionen Euro in die Erweiterung des Westfield Donau Zentrums, weitere 45 Millionen flossen in die Modernisierung des bestehenden Einkaufszentrums.
Für das architektonische Erscheinungsbild des neuen Westfield Donau Zentrums zeichnen das auf Einzelhandelsobjekte spezialisierte Londoner Architektenbüro Dunnett Craven und das Wiener Planungsbüro des Architekten und Baumeisters Franz Riedl verantwortlich.
2012 wurde der Gastronomiebereich the Kitchen (vormals Donau Plex) erneuert. Dabei wurde das Gastronomieangebot erweitert und die Kinos wurden technisch aufgerüstet und mit IMAX-Technologie versehen.
Am Morgen des 9. März 2019 kam es im Donau Zentrum um 6 Uhr zu einem Brand, der einen Großeinsatz der Feuerwehr erforderte, welcher in Summe 12 Stunden dauerte. Die Berufsfeuerwehr rief zeitweise Alarmstufe 4 aus. Im betroffenen Trakt in der Nähe zur U-Bahn-Station Kagran wurden vier Geschäfte sowie die Praxis eines Tierarztes und ein Plasmazentrum beschädigt. Der Brand dürfte durch Bauarbeiten ausgelöst worden sein. Am Nachmittag des 20. April 2020 brach im Dach erneut ein Brand aus. Aufgrund der COVID-19-Pandemie waren die meisten Geschäfte im Einkaufszentrum geschlossen, einzelne geöffnete Geschäfte der Nahversorgung wurden evakuiert. Bis zum Abend konnte der Brand unter Kontrolle gebracht werden. Bei beiden Bränden wurde im Zuge der Einsatzarbeiten jeweils ein Feuerwehrmann verletzt. Zivilisten kamen keine zu Schaden.

## Weitere Daten
Eigentümer ist das Immobilien- und Investmentunternehmen Unibail-Rodamco-Westfield mit Sitz in Paris. Die größte börsennotierte Immobilien-Investment- und Managementgesellschaft im europäischen Einzelhandelssektor hat im Jahr 2003 für einen Kaufpreis von 270 Millionen Euro 90 Prozent der Anteile am Donau Zentrum von der Familie Breiteneder übernommen.
Seit 1982 besitzt das von rund 19 Millionen Besuchern und 3.000 Beschäftigten jährlich frequentierte Einkaufszentrum einen direkten Anschluss an die U-Bahn Linie U1. Das Shopping-Center kann ebenfalls mit der Straßenbahnlinie 25 und den Wiener Stadtbuslinien 22A, 26A, 27A, 93A und 94A erreicht werden.
Im Westfield Donau Zentrum und in the Kitchen stehen derzeit 262 Geschäfte (Shops, Dienstleistungsbetriebe und Gastronomiebetriebe), 13 Kinosäle zur Verfügung. Bis 2018 gab es auch eine Diskothek.